# Hauptstrasse 102
Die Hauptstrasse 102 ist eine Schweizer Hauptstrasse im Kanton Genf und eine Hauptachse der Agglomeration Genf. Sie verbindet das Stadtzentrum mit dem Grenzübergang Moillesulaz zu Frankreich bei Thônex.

## Verlauf
Die Strasse beginnt im Stadtzentrum von Genf bei der Brücke Pont du Mont-Blanc über die Rhone mit dem Namen Quai du Général-Guisan. Neben dem Stadtpark Jardin Anglais zweigt die Uferstrasse Quai Gustave-Ador (Hauptstrasse 105) am Genfersee von der Hauptstrasse 102 ab. Diese führt mit den Strassennamen Rue François-Versonnex und dann Avenue Pictet-de-Rochemont durch das Quartier Eaux-Vives, am Bahnhof Eaux-Vives vorbei und als Route de Chêne stadtauswärts. Sie durchquert das Siedlungsgebiet der Gemeinden Chêne-Bougeries und Chêne-Bourg und erreicht in Thônex die Zollstation Moillesulaz an der Landesgrenze mit Frankreich. Als Fortsetzung führt in der französischen Gemeinde Gaillard die Departementsstrasse D 1205 weiter nach Annemasse.
Von Eaux-Vives bis Moillesulaz fährt die Linie 12 der Genfer Strassenbahn über die Hauptstrasse 102.

## Bilder

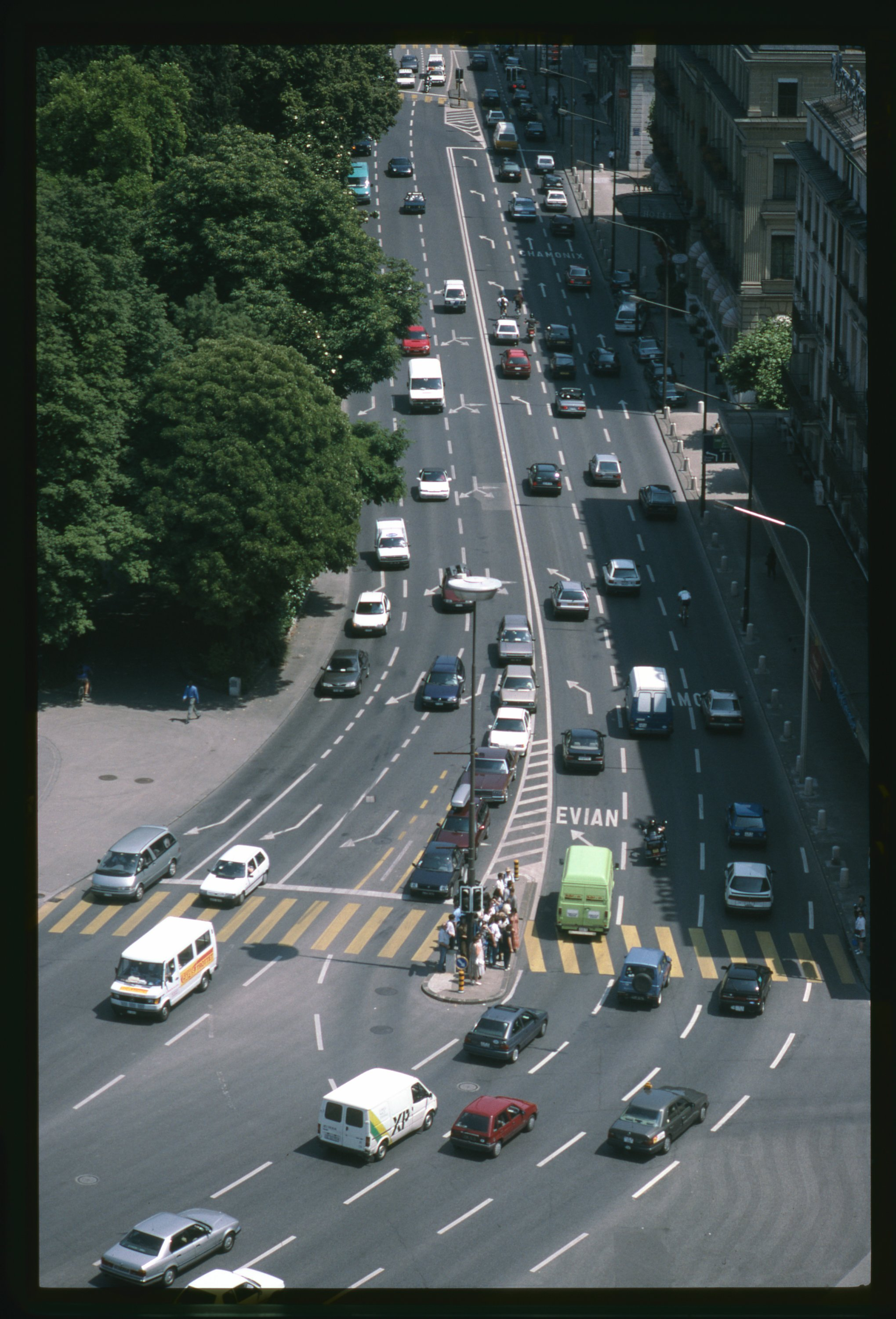
Quai du Général-Guisan
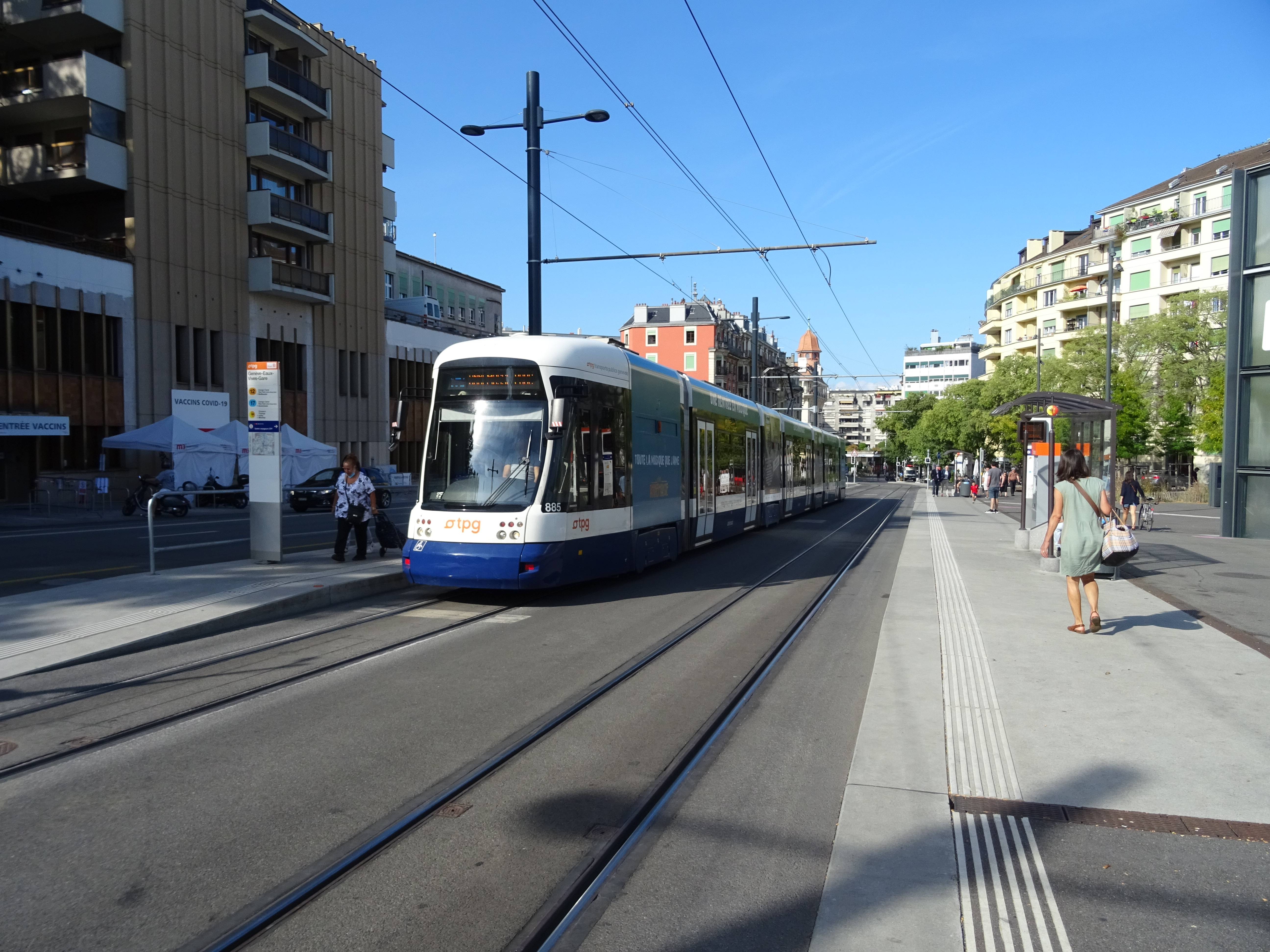
Tramstation Eaux-Vives
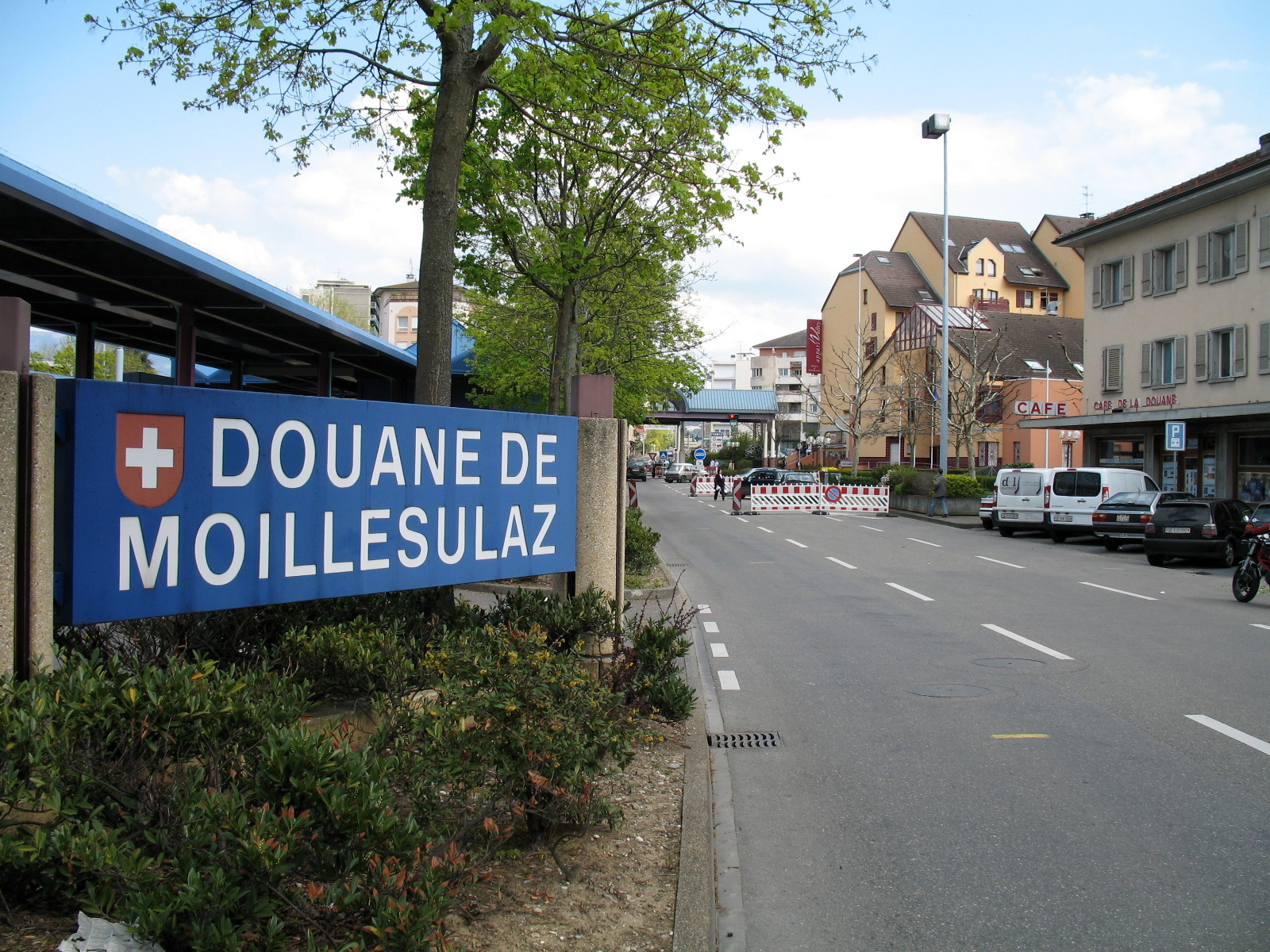
Zoll Moillesulaz